# RS-26 루베즈
RS-26 루베즈(RS-26 Rubezh)는 러시아의 중거리 탄도 미사일이다. RS-24 야르 핵미사일을 기초로 하여 개발되었으며, 고체연료, MIRV 핵탄두를 탑재했다.
2011년 최초 시험발사가 실패했다. 2012년 5월 26일 플레세츠크 우주기지에서 시험발사에 성공했다. 6,000 km 떨어진 캄차카반도의 쿠라 사격장의 목표물에 명중했다. 2012년 10월 24일 더 발전된 시험발사에 성공했다. 카푸스틴 야르 사격장에서 카자흐스탄 사리 샤간 미사일 기지로 발사되었다. 2013년 6월 6일, 전략 로켓군 사령관 세르게이 카라카예프 상장(Colonel-General)은 2016년에 실전배치될 것이라고 말했다.

## 역사
1970년대 3단 고체연료 이동식 ICBM SS-16이 미국, 2단 고체연료 이동식 IRBM SS-20이 서유럽을 겨냥한 것과 마찬가지로, 2010년대 3단 고체연료 이동식 ICBM RS-24 야르가 미국, 2단 고체연료 이동식 IRBM RS-26 루베즈는 서유럽의 수도들을 목표로 개발되었다.
- 1976년, 소련 최초 트럭이동식 ICBM SS-16, 3단 고체연료, 무게 43톤
- 1976년, 소련 최초 트럭이동식 IRBM SS-20, 2단 고체연료, 무게 37톤
- 1987년, 미러 INF 조약 체결, IRBM SS-20 폐기
- 2019년, 미러 INF 조약 종료
- 2024년 현재, RS-24 야르스, 트럭이동식 ICBM SS-29, 3단 고체연료, 무게 49톤
- 2024년 현재, RS-26 루베즈, 트럭이동식 IRBM SS-31, 2단 고체연료, 무게 36톤

### 냉전
소련이 1975∼76년 중거리 탄도미사일인 SS-20 650기를 바르샤바조약기구의 일원인 동독을 비롯해 동유럽 국가들에 배치하자 미국은 이에 맞서 서독에 중거리 탄도 미사일인 퍼싱-2 108기를, 영국·이탈리아·네덜란드 등 나토 회원국들에 중거리 지상 발사 순항미사일인 BGM-109G 그리폰 460기를 배치했다. 미국의 이런 대규모 핵미사일 배치는 유럽에서 반핵 시위 등 거센 반발이 있었지만, 소련에 상당한 압박으로 작용했다. 특히 퍼싱투는 발사 7분 만에 모스크바를 타격할 수 있기 때문에 소련이 상당히 두려워할 수밖에 없었다. 퍼싱-2는 1800 km 떨어진 모스크바와 너무 가깝기 때문에 조기경보레이더로 탐지할 수 없었다. 당시에는 또 미사일 방어체계가 없었다.

### 신냉전
현재, 미국, 일본은 루베즈가 없지만, 한국, 북한, 러시아, 중국은 루베즈, 즉 트럭이동식 IRBM을 보유하고 있다.
- 중국, DF-26, 트럭이동식 IRBM, 2단 고체연료, 무게 20톤, 사거리 5,000 km
- 한국, 현무-5, 트럭이동식 IRBM, 2단 고체연료, 무게 36톤
- 북한, 트럭이동식 IRBM, 2단 고체연료
- 러시아, RS-26 루베즈, 트럭이동식 IRBM, 2단 고체연료, 무게 36톤, 사거리 5,800 km

## 사거리
2015년 3월, RS-24 야르 고체연료 3단 ICBM에서 1단을 제거한 것이 RS-26 루베즈라고 알려졌다. SS-16 고체연료 3단 ICBM의 사거리를 줄인 SS-20과 같은 개념이다.
- SS-16, 배치 1976년, 무게 43톤, 사거리 10500 km, 3단 고체연료, 차량이동식, 소련 최초 이동식 ICBM
- SS-20, 배치 1976년, 무게 37톤, 사거리 5500 km, 2단 고체연료, 차량이동식
- RS-24 야르, 배치 2010년, 무게 49톤, 사거리 11000 km, 3단 고체연료, 차량이동식
- RS-26 루베즈, 배치 2016년, 무게 36톤, 사거리 5800 km, 2단 고체연료, 차량이동식
- 현무-5, 무게 36톤, 2단 고체연료, 차량이동식

## INF 조약
3단 SS-16 ICBM에서 1단을 줄인 2단 SS-20 IRBM은 INF 조약으로 폐기된 핵미사일이다. 당시 미국 레이건 대통령과 소련 고르바초프 대통령은 서유럽에서 모스크바를 목표로 배치된 미국 핵미사일을 폐기하고, 대신 러시아에서 서유럽 수도들을 공격하기 위한 2단 SS-20 IRBM 등을 폐기하기로 합의했었고, 2015년에도 유효한 조약이다.
2000년 6월 3일, 러시아 페테스부르크 부두에서 군 열차에 실린 전략핵무기를 촬영한 데 이어 6월 7일에는 이 핵무기가 칼리닌그라드에 도착한 것을 미국 정찰위성이 촬영했다. 러시아는 강력히 부인했다.
2001년, 미국 미사일방어국은 폴란드, 영국, 체코에 MD를 배치하면 중동 지역에서 발사한 미사일이 미국에 떨어지기 전에 요격할 수 있다고 보았다. 그러나 이는 '러시아 포위 전략'으로 불리고 있다.
2007년 1월 20일, 중도우파 미레크 토폴라네크 체코 총리는 미국 MD 기지 건설 요구를 수용한다며, 협상 시작을 알렸다. 기지 건설이 성사될 경우 체코는 미국이 자국 영토 밖에 MD시스템을 배치하는 첫 국가가 된다. 러시아가 강력하게 반발했다. 좌파인 체코 야당도 강력하게 반대하고 있다.
2007년 4월 26일, 푸틴 대통령은 국정연설에서 INF 조약을 철회하고 유럽에 배치된 미국의 MD 기지를 핵공격할 수 있다며, 미국의 유럽 MD 구축에 항의했다.
2009년 3월 17일, 체코 정부가 미국의 미사일방어(MD) 레이다 기지를 자국 내에 설치키로 한 조약을 체결하고, 하원에 비준을 요청했다가 통과가 어렵자 비준 요청을 잠정 철회했다.
2009년 9월, 오바마 정부가 동유럽의 미사일 방어망 계획을 철회했을 때, 체코는 환영했고 폴란드는 당황했다.
2015년 미국은 1단 SS-26 SRBM의 배치와, 1970년대의 2단 SS-20 IRBM과 동일한 2단 RS-26 루베즈 IRBM의 시험발사가 INF 조약 위반이라고 러시아를 비난했다. INF 조약이 깨지면 현재 서유럽에 전투기용 수소폭탄만 배치중인 미국이, 다시 모스크바 공격용 단거리, 중거리 핵미사일을 배치할 것이라고 위협하고 있다.
2016년 5월 12일, 루마니아 데베셀루 공군기지에서 지상형 이지스 BMD를 세계 최초로 배치, 가동식을 가진데 이어, 13일 폴란드 레드지코보 공군기지에 2번째 지상형 이지스 BMD 착공식을 가졌다. 독일 람슈타인 공군 기지에 들어서는 지휘통제센터가 유럽 전역의 MD 체계를 지휘하면 나토의 유럽 MD 체계는 완성된다. 러시아 수도 모스크바에서 루마니아 데베셀루 공군기지는 1600 km, 폴란드 레드지코보 공군기지는 1300 km, 독일 람슈타인 공군 기지는 2100 km 떨어져 있다.
2016년 11월 21일, 블라디미르 푸틴 러시아 대통령은 서유럽에 미국 MD가 배치되며 군비확장을 하는데 반발, SS-26 단거리 핵미사일을 서방국 코앞인 월경지 칼리닌그라드에 배치하겠다고 밝혔다. 이스칸데르 핵미사일(SS-26)은 500 km에 달하는 사거리를 갖고 있어서 칼리닌그라드에서 독일 수도 베를린을 타격 가능해 위협적이라는 평가를 받고 있다. INF 조약으로 미국과 러시아는 국내든 국외든 지상발사형 단거리(SRBM), 중거리(MRBM, IRBM) 핵미사일의 생산, 배치를 금지하고 있다. 칼리닌그라드에서 서유럽 끝인 포루투갈까지는 3000 km 거리이다.
INF 조약으로 미소간에 지상배치형 단거리 중거리 핵미사일이 폐기되어, 서유럽과 소련, 러시아는 전투기와 폭격기용 수소폭탄만 상호 배치중이었다. 단거리 핵미사일은 발사 직후 몇분만에 바로 목표지점에 핵폭발을 하여, 긴급협상, 취소, 번복, 자폭명령이 힘들다. 반면에, 전투기용 수소폭탄은 장착, 발진 등 핵공격하는데 수십분 이상이 걸려, 군사핫라인으로 우발적 핵전쟁 발발을 저지할 시간적 여유가 있다. 반면에 미국과 러시아간 지상배치형 ICBM은 폐기조약이 체결된 적이 없다. 모스크바에서 워싱턴까지는 거리가 매우 멀어서, ICBM 발사 후 목표지점 핵폭발까지 30분 이상이 걸려서, 핫라인으로 충분히 우발적 핵전쟁 발발을 막고 자폭명령을 내릴 수 있기 때문이다.

## 우크라이나
우크라이나 전쟁에서, 러시아가 루베즈를 최초로 실전 발사했다. 유즈마쉬를 공격했다.
푸틴은 "최신 러시아 중거리 미사일 시스템 중 하나를 시험했다"며 핵탄두를 장착하지 않은 이 극초음속 미사일의 이름이 '오레시니크'(개암나무)로 명명됐다고 소개했다. 그는 "시험은 성공적이었고, 발사 목표가 달성됐다"고 덧붙였다. 푸틴 대통령은 오레시니크에 대해 "초속 2.5∼3㎞인 마하 10의 속도로 목표물을 공격한다"며 "현재 이런 무기에 대응할 수단은 없다. 전 세계에 있는 최신 방공 시스템과 미국·유럽의 미사일 방어 시스템도 이런 미사일을 요격할 수 없다"고 강조했다.
우크라이나 매체 RBC 우크라이나에 따르면, 해당 미사일은 러시아 아스트라한 지역에서 발사돼 15분 만에 드니프로를 강타, 6개의 탄두가 장착됐으며 마지막 구간에서의 속도는 마하 11 이상이었다.

## 같이 보기
- RS-24 야르